# Лигово (Польша)
Лигово (пол. Ligowo) — деревня в гмине Мохово Серпецкого повета Мазовецкого воеводства. В 2006 году население составляло 460 человек.